# Cova del Pi d'en Barba
La Cova del Pi d'en Barba és un cova al municipi de Sant Cugat Sesgarrigues, (Alt Penedès), inclòs a l'Inventari del Patrimoni Arqueològic i Paleontològic de Catalunya.
Hauria estat freqüentada pels humans des de l'Epipaleolític fins a l'edat moderna.
Aquesta cova va ser tant com lloc d'habitació, com d'inhumació.
És a la serra de les Gunyoles, en un tall acinglerat que divideix el cim de la falda de la muntanya. El 1970 J. Mestres Mercadés va trobar i excavar aquest jaciment, encara que és molt possible que abans hagués estat parcialment saquejat. En aquest jaciment hi ha un únic estrat amb una potència màxima de 35 cm, producte de l'erosió de la mateixa roca, se han trobat restes pertanyents a ocupacions paleolítiques, del bronze mitjà, ibèriques i medievals, sense que es pugui apreciar cap seqüència estratigràfica. De les restes de l'ocupació epipaleolítica, en la qual la cova va ser feta servir com a lloc d'habitació, destaquen un gratador, un perforador i una punta de dors.
Potser de cronologia més antiga és 1 destral de doble bisell en pedra verda (diorita?), 1 fragment polit de petxina (sembla fet sobre ostra) amb funcionalitat probable d'allisador i un penjoll de 3'5 cm, generalment anomenat de pecten, amb restes de l'orifici (està quelcom trencat en la part superior). La cavitat s'interpreta com d'ocupació esporàdica i ocasional, excepte en una fase Eneolítica-Bronze Mig, en què es realitzaria com a mínim un enterrament individual. La presència en un moment ibèric avançat pot estar perfectament lligada amb les petites ocupacions a l'aire lliure de la Font del Cuscó, però també amb alguna de les de la plana de Les Gunyoles i Can Suriol o de la banda de l'Arboçar. Inclús podria ser un camí ramader d'època protohistòrica i les restes trobades podrien ser els testimonis de les acampades ocasionals i estacionals dels pastors. Amb això es revaloraria la història de la carrerada de la Cerdanya, essent aleshores un camí amb arrels prehistòriques. La transhumància en època ibèrica i romana és, però, molt mal coneguda encara.